# 조성준 (1948년)
조성준(趙誠俊, 1948년 12월 18일~2022년 7월 20일)은 대한민국의 정치인이다. 제15·16대 국회의원을 지냈다.

## 학력
- 삼광초등학교 졸업
- 중앙중학교 졸업
- 중앙고등학교 졸업
- 고려대학교 법대 졸업
- 동국대학교 행정대학원 수료

## 경력
- 김대중 총재 특보
- 노사정위 간사위원
- 당 직능 위원장
- 경기대 대학원 겸임교수
- 새천년민주당 제3정조위원장
- 새천년민주당 경기도지부장
- 국회 산업자원위원회 위원
- 국회 아태 정책연구회 회장
- 15대, 16대 국회의원

## 역대 선거 결과
|  | 31.74% |

|  | 38.04% |

|  | 43.64% |

|  | 21.6% |

|  | 36.61% |

## 가족 관계
- 배우자: 김태현
  - 딸: 조소담, 조은영, 조라정